# Le Châtellier (Orne)
Le Châtellier è un comune francese di 396 abitanti situato nel dipartimento dell'Orne nella regione della Normandia.

## Società

### Evoluzione demografica
Abitanti censiti